# The Streets
The Streets är ett engelskt rap/garageprojekt som leds av Mike Skinner (född 27 november 1978). Skinner har tillräknat trummisen Johnny "Drum Machine" Jenkins som den enda andra medlemmen i The Streets, som har medverkat på alla album. The Streets bildades som projekt 1994 men skivdebuterade inte förrän 2002 med albumet Original Pirate Material.
Även om The Streets formellt är ett enmansprojekt brukar Skinner ofta samarbeta med andra artister i sina låtar och konserter, en återkommande samarbetspartner är sångaren Kevin Mark Trail.

## Biografi
Skinner fick sin första synth när han var fem efter att han flyttat till Birmingham från Barnet i norra London. Som tonåring byggde han en miniatyrstudio i sitt rum, och började skriva hiphop och garage-musik med andra rappare, bland annat hans bästa vän Adam Swaby. Han beskriver sin bakgrund som "Inte fattig men inte mycket pengar omkring, riktigt tråkig". Skinner började göra låtar vid femton års ålder. I slutet av 1990-talet var Skinner student på Sutton Coldfield College, nära Birmingham, och jobbade inom olika snabbmatsföretag medan han försökte starta sitt eget oberoende skivbolag och skickade iväg demos. 
The Streets började som ett traditionellt band men blev snabbt ett enmansprojekt då medlemmar hoppade av. Skinner flyttade från Birmingham till Brixton för att bedriva sin artistkarriär, och flyttade därefter till Camden Town under tre år innan han återvände till Brixton. I slutet av 2000 gick skivbolaget Locked On Records (som hade haft framgångar med The Artful Dodger och Craig David) med på att ge ut debutsingeln "Has It Come to This?" under namnet The Streets. Låten visade sig bli en genombrottslåt för The Streets och nådde plats 18 på den brittiska singellistan i oktober 2001.

## Diskografi

### Studioalbum
- 2002 – Original Pirate Material
- 2004 – A Grand Don't Come for Free
- 2006 – The Hardest Way to Make an Easy Living
- 2008 – Everything Is Borrowed
- 2011 – Cyberspace and Reds (självutgivet blandband)
- 2011 – Computers and Blues

### EP
- 2003 – All Got Our Runnins

### Singlar
- 2001 – "Has It Come to This?"
- 2002 – "Let's Push Things Forward" (med Kevin Mark Trail)
- 2002 – "Weak Become Heroes"
- 2002 – "Don't Mug Yourself"
- 2004 – "Fit But You Know It"
- 2004 – "Dry Your Eyes"
- 2004 – "Blinded By the Lights"
- 2004 – "Could Well Be In"
- 2006 – "When You Wasn't Famous"
- 2006 – "Never Went to Church"
- 2006 – "Prangin' Out" (med Pete Doherty)
- 2008 – "The Escapist"
- 2008 – "Everything Is Borrowed"
- 2008 – "Heaven For the Weather"
- 2011 – "Going Through Hell"
- 2011 – "OMG"